# Pertenhall
Pertenhall è un villaggio e parrocchia civile dell'Inghilterra, appartenente alla contea del Bedfordshire.